# Pierre de Ronsard (Rose)
Die Rosensorte Pierre de Ronsard (syn. 'Eden Rose 85', MEIviolin) wurde von der französischen Rosenzüchterin Marie-Louise Meilland aus ('Danse de Sylphes' × 'Händel') und der Floribunda 'Kalinka' (Synonym 'Pink Wonder') gekreuzt. Sie wurde 1985 von Meilland International eingeführt und ist in Deutschland unter dem Namen 'Eden Rose 85' bekannt. Sie ist dem französischen Schriftsteller Pierre de Ronsard (1524–1585) gewidmet.
Sie ist eine moderne Strauchrose aus der Zuchtlinie der Romantikrosen; ihre etwa 10 cm großen, schalenförmigen, gefüllten, duftenden Blüten haben den Charme klassischer Rosen – sie changieren von cremeweiß bis dunkelrosa und hängen unter ihrem Gewicht herab. Die Blüten öffnen sich nur im warmen Klima optimal; bei feucht-kühler Witterung mumifizieren die Blüten häufiger. Nach einem reichen ersten Flor kommen bis zum Saisonende im Herbst ständig weitere Blüten nach.
Die schwach besetzten fast stachellosen Triebe der 'Pierre de Ronsard' können an einem Rankgerüst hochgebunden etwa 2–3 m hoch werden; die Pflanze entwickelt sich eher langsam. Ihre dunkelgrünen, glänzenden Blätter sind robust. Im Handel gibt es 'Pierre de Ronsard' auch als Rosenstämmchen.

## Bildergalerie

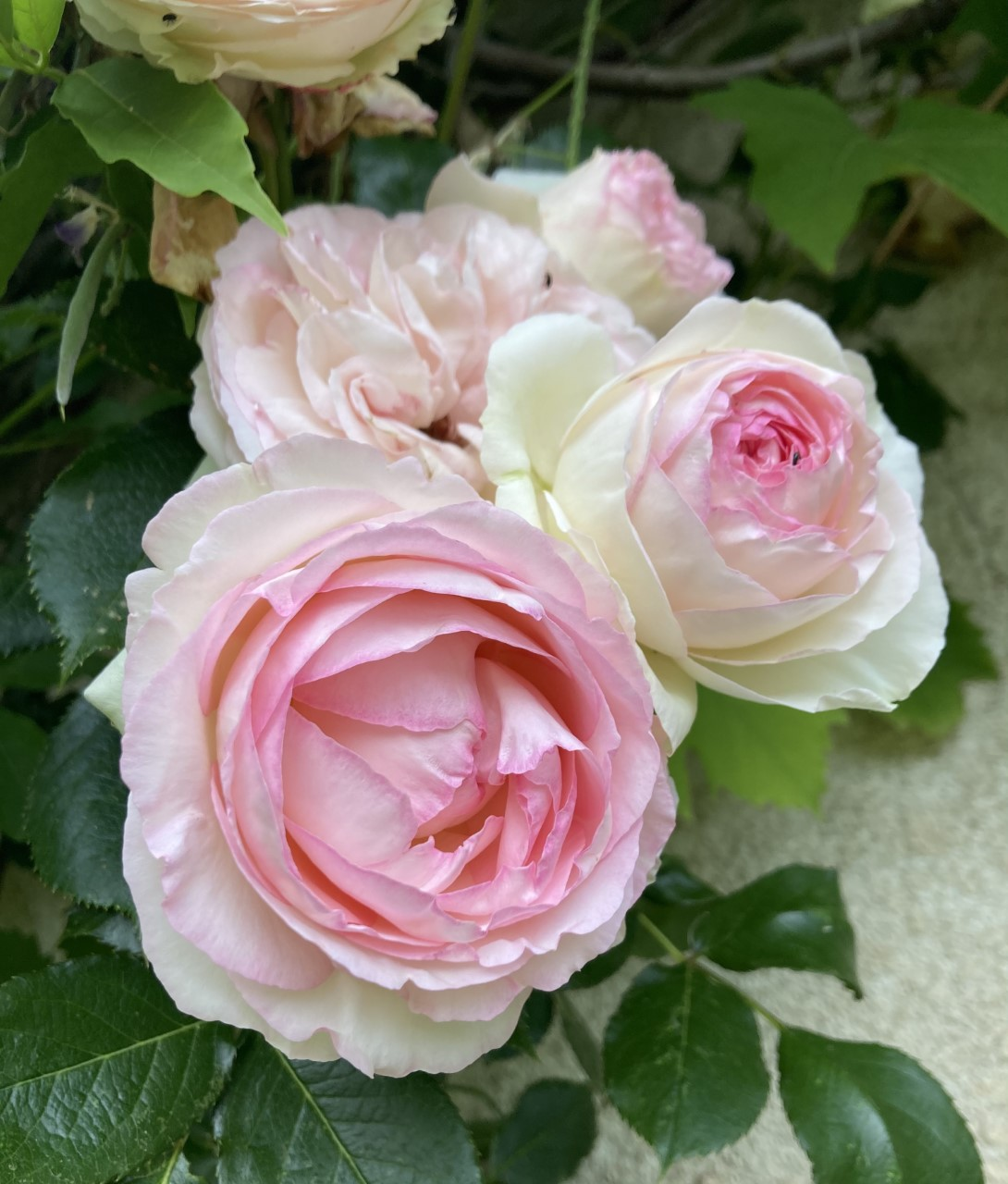
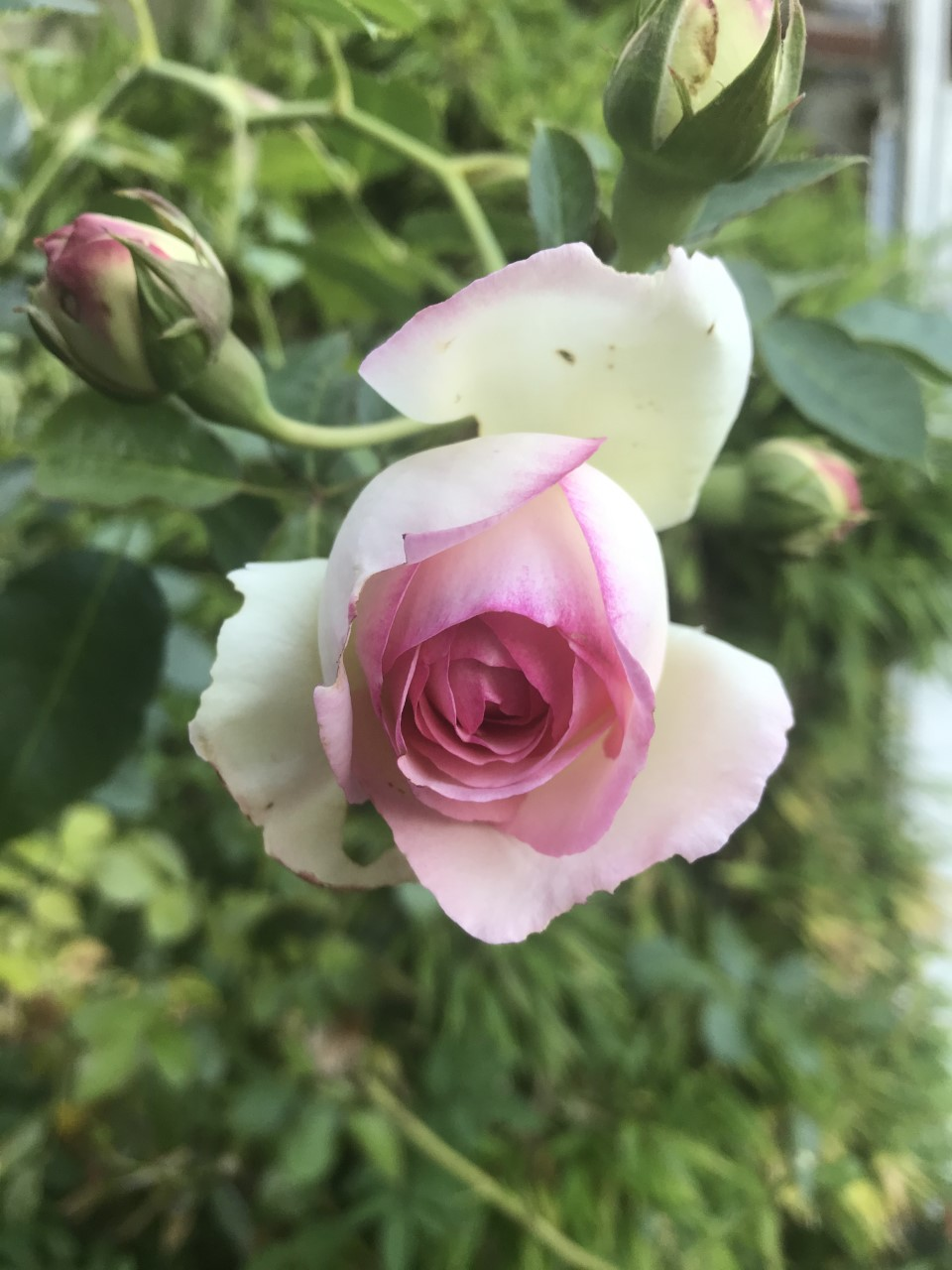
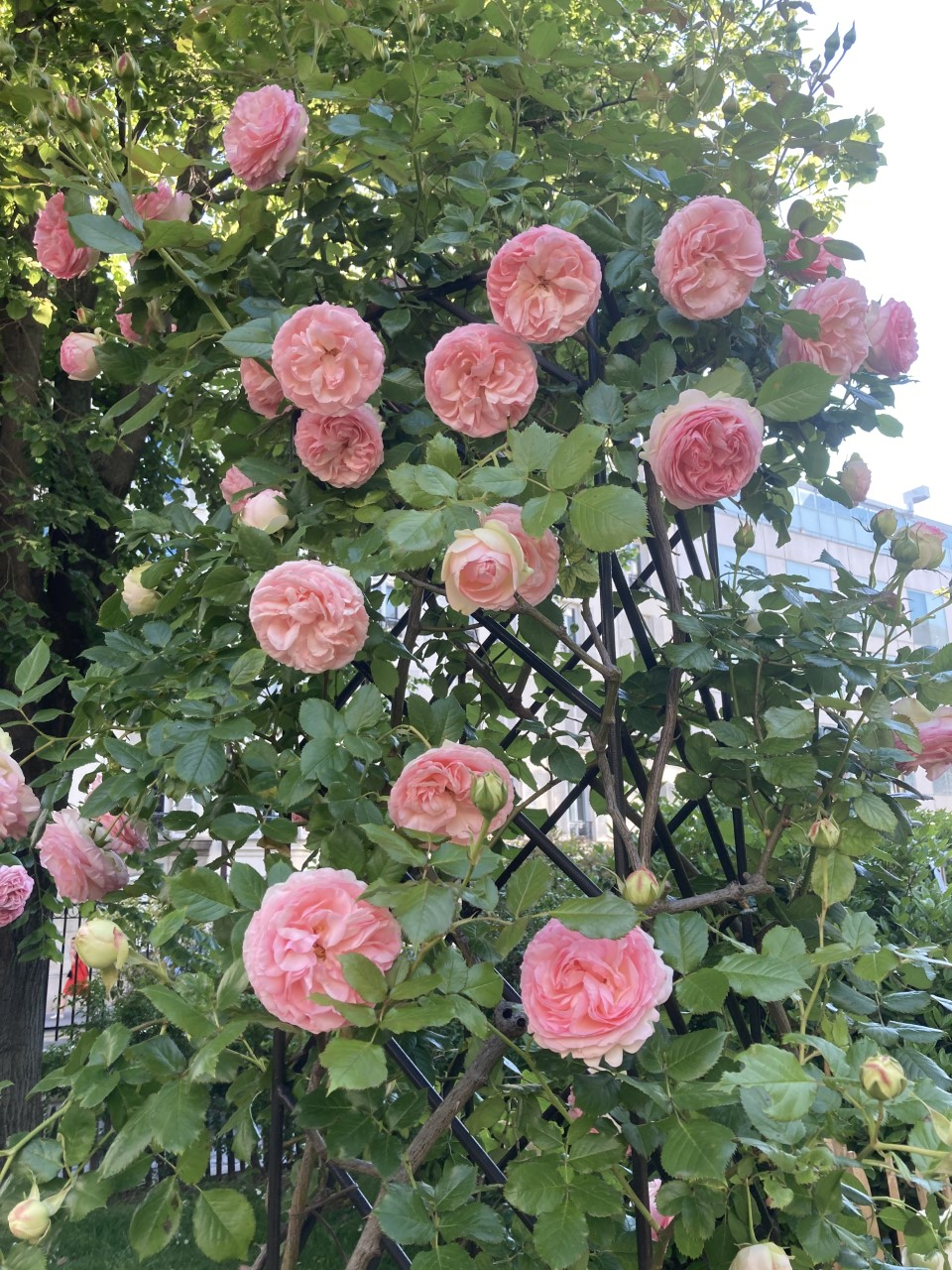
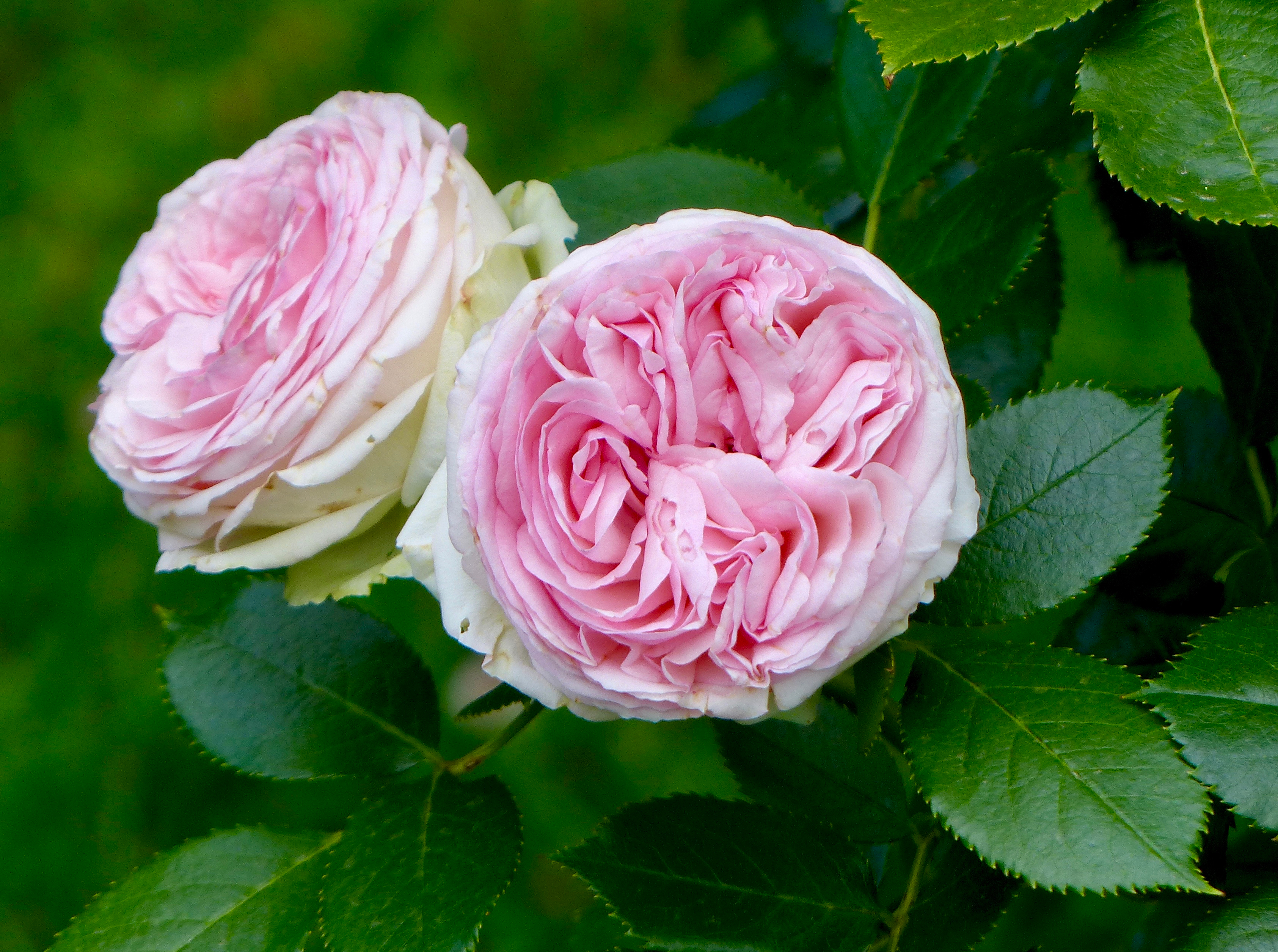
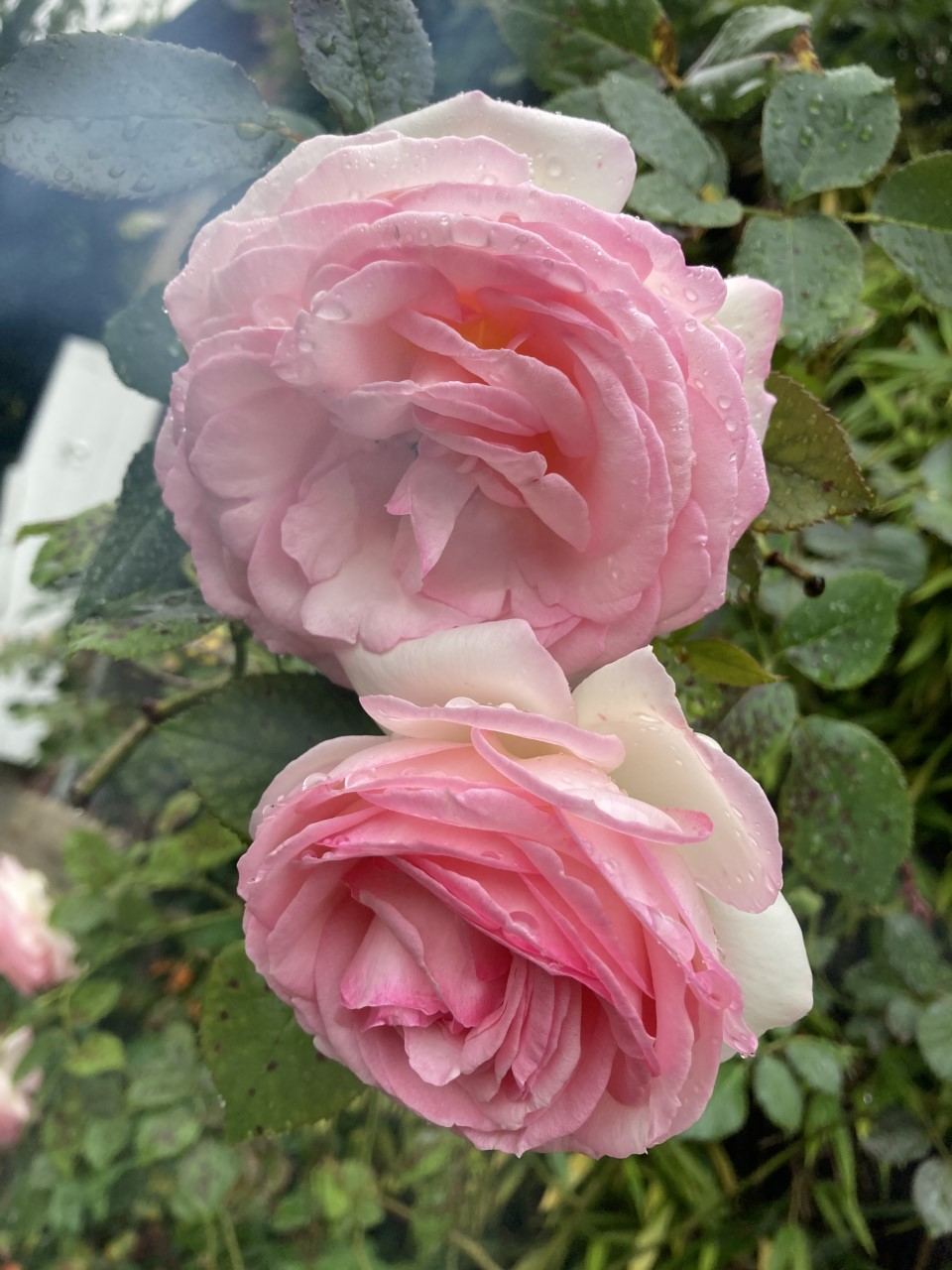
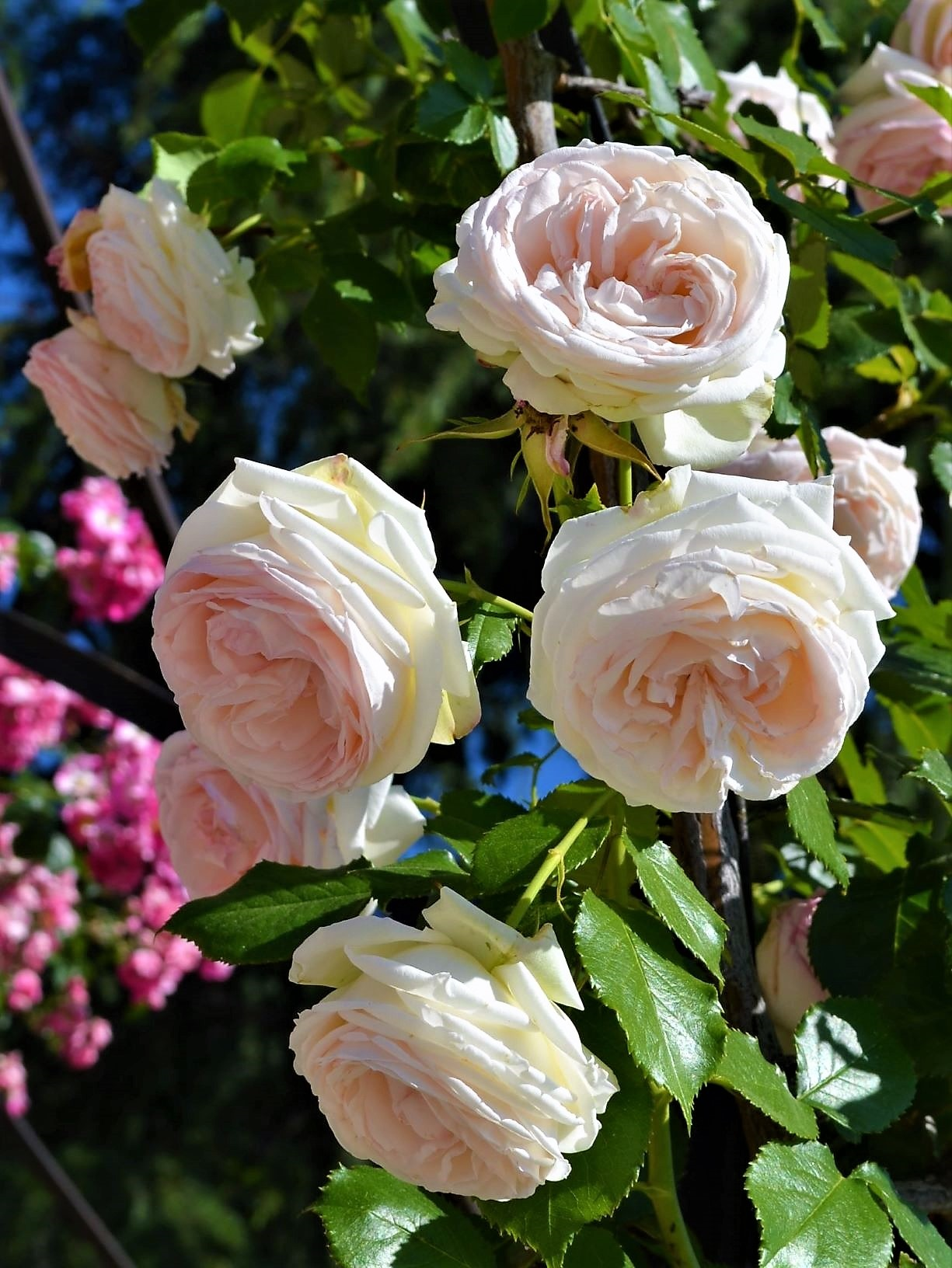

## Auszeichnungen
- Weltrose 2006